# Michael Baur
Michael Baur, avstrijski nogometaš in trener, * 16. april 1969, Innsbruck, Avstrija.
Za avstrijsko reprezentanco je odigral 40 uradnih tekem in dosegel pet golov.